# Jenny Blundell
Jenny Blundell, född 9 maj 1994, är en australisk friidrottare. Hon deltog vid olympiska sommarspelen 2016 och olympiska sommarspelen 2020.